# Qu Yidong
Qu Yidong (chinesisch 曲屹东, Pinyin Qū Yìdōng; * 13. Januar 1985) ist ein ehemaliger chinesischer Eishockeyspieler, der seit 2013 erneut für die Mannschaft aus Harbin in der chinesischen Eishockeyliga spielt.

## Karriere
Qu Yidong begann seine Karriere als Eishockeyspieler bei der Mannschaft aus Harbin, mit der er 2003 und 2005 chinesischer Meister wurde. Ab 2005 spielte er mit dem Team, das sich ab 2006 Hosa nannte, in der Asia League Ice Hockey. Ab 2007 spielte er mit der Amateurmannschaft von Harbin zwei Jahre erneut in der chinesischen Liga. Anschließend wechselte er zu China Dragon, wo er 2009 bis 2012 zum zweiten Mal in der Asia League auf dem Eis stand. Anschließend spielt er wieder für das Amateurteam aus Harbin, wo er 2016 seine Karriere beendete.

### International
Für China nahm Qu Yidong im Juniorenbereich an der U18-Junioren-Weltmeisterschaft der Division III 2003 und der U20-Junioren-Weltmeisterschaft der Division III 2004 teil.
Mit der Herren-Nationalmannschaft spielte der Angreifer bei den Weltmeisterschaften der Division II 2008, 2009, 2010, 2011, 2012 und 2015, als er zum besten Spieler seiner Mannschaft gewählt wurde. Zudem vertrat er seine Farben bei Olympiaqualifikation für die Winterspiele in Pyeongchang 2018.

## Erfolge und Auszeichnungen
- 2003 Chinesischer Meister mit der Mannschaft aus Harbin
- 2004 Aufstieg in die Division II bei der U20-Weltmeisterschaft der Division III
- 2005 Chinesischer Meister mit der Mannschaft aus Harbin
- 2015 Aufstieg in die Division II, Gruppe A, bei der Weltmeisterschaft der Division II, Gruppe B

## Asia-League-Statistik
(Stand: Ende der Saison 2011/12)